# 産業財産権
産業財産権（さんぎょうざいさんけん、英；Industrial Property Right）とは、特許権、実用新案権、意匠権、商標権などの総称である。工業所有権（こうぎょうしょゆうけん）ともいう。知的財産権（あるいは無体財産権）の領域のひとつであり、主として企業活動に関するものを含む。

## 産業財産権の定義

### パリ条約
工業所有権の保護に関するパリ条約（ストックホルム改正条約）第1条では、工業所有権（仏: la propriété industrielle）を以下のように定義している。
これによれば、工業所有権は、工業に関する特許、実用新案、意匠だけでなく、商業に関する商標、サービス・マーク、商号、原産地表示、原産地名称や不正競争の防止を含むものであり、それのみならず、農業および採取産業の分野ならびに製造したまたは天然のすべての産品についても用いられる語とされる。

### 日本
日本の法令では、産業財産権の語で規定される。これは、2002年に策定された知的財産戦略大綱において、「「工業所有権」という用語は、主として特許権、実用新案権、意匠権及び商標権を指すものとして用いられているが、これらの中には、農業・鉱業・商業等の工業以外の産業に関する知的財産も含まれている」ことを理由に、「工業所有権」に代えて「産業財産権」の語を用いるとしたためである。そのため2024年現在の法令で「工業所有権」について明示的に定義したものはない。
特許庁では、自らが所管する特許権、実用新案権、意匠権及び商標権を産業財産権としている。特許庁が所管する工業所有権に関する手続等の特例に関する法律も、工業所有権についての明確な定義は置いていないものの、特許法、実用新案法、意匠法、商標法及び国際出願法に定める手続を対象としており、特許権、実用新案権、意匠権及び商標権を工業所有権ととらえていると考えられる。このように、法律や組織の名称に「工業所有権」の語を用いたものがあり、必ずしも統一が図られていない。

## 名称

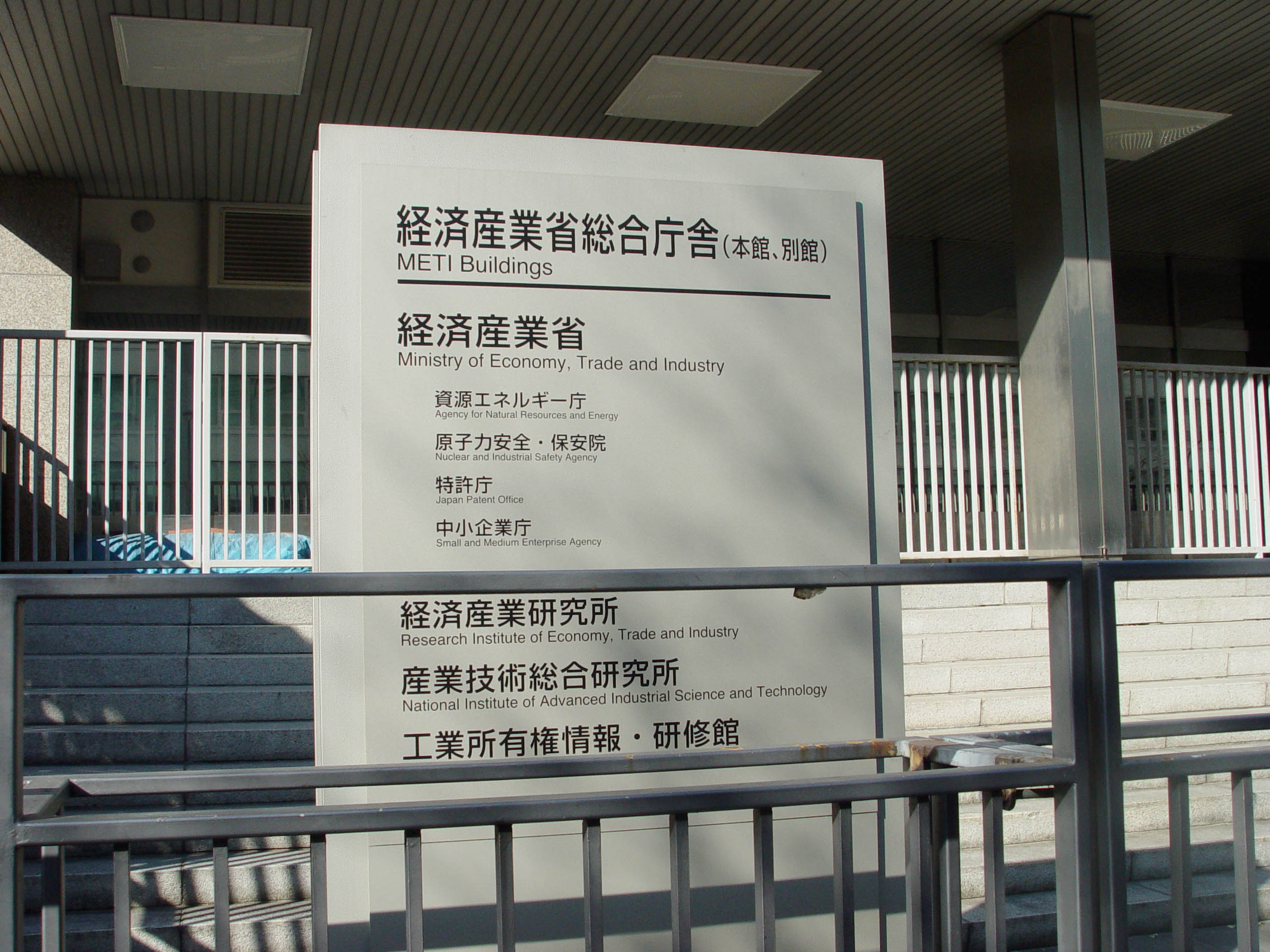
経済産業省総合庁舎別館に一部が所在する工業所有権情報・研修館は、名称に「工業所有権」を残している

日本語の「工業所有権」は、もともとはフランス語の"propriété industrielle"または英語の"industrial property"の訳語であり、工業所有権の保護に関するパリ条約において「工業所有権」の訳語が充てられたことなどから、一般に普及した。
パリ条約の日本語訳文において「工業」の語が用いられたのは、第1条(3)冒頭の「工業所有権」(propriété industrielle) の部分とその後の「工業及び商業」(à l’industrie et au commerce) の部分との訳語を整合させるためであったと言われる。しかし、この規定が、工業と並べて商業を工業所有権の対象とすることを規定し、さらに、農業等も含まれるとしていることからも明らかなとおり、工業所有権は工業分野における権利のみを指すものではないため、「工業」という訳は誤訳であるとの指摘がかなり早い時期からなされてきた。
なお、一説では、パリ条約締結時の担当者が「産業」と訳し当時の司法省に承認を求めたところ、（翻訳の適否はともかく）「産業」では意味が広すぎるし、他の法律・条約での使用例も見当たらない、として採用されなかったようである。
「工業所有権」及び「知的所有権」という形で使われたきた「所有権」という訳語についても、「所有権」は一般に有体物について用いられることから、無体物を対象とする場合には、「財産権」という語がより適切であるとの指摘があった。また、「財産権」という語を採用すると、"industrial property right"と"industrial property"とにそれぞれ「産業財産権」と「産業財産」という一貫した訳語を充てることができるのに対して、"industrial property right"を「工業所有権」と訳した場合には、"industrial property"を「工業所有権」または「工業財産」等と訳さざるを得ないという問題もあった。
このため、2002年7月3日に策定された知的財産戦略大綱において、明治時代以来用いられてきた訳語「工業所有権」は「産業財産権」と改められ、工業所有権に関する法律の総称も、「工業所有権法」から「産業財産権法」と改めることとされた。また、同時に「知的所有権」も「知的財産権」に改められた。ただし、これらは法令や団体の固有名称等に対しては直ちには適用されておらず、現在でも、工業所有権という語が残った法律や団体が存在する。